# Calypso (telenovela)
Calypso es una telenovela venezolana de Productora Opayoma para Venevisión, producida transmitida en 1999 y que consta de 80 episodios los cuales fueron distribuidos en Venevisión Internacional, en 2001, fue transmitida para el público latino de Estados Unidos de América por Univisión.
La telenovela está protagonizada por Chiquinquirá Delgado y Luis Fernández, con la actuaciones estelares de Flor Núñez, Eileen Abad y Félix Loreto como la antagonista principal de la historia y el debut como protagonista de Johanna Morales.
La canción de la telenovela o el tema de inicio de la canción se llama El poder de tu amor, escrita y cantada por Ricardo Montaner y el tema final es Sirena, cantada por Enrique Iglesias.

## Argumento
Calypso es una pintoresca isla caribeña que, en el día de San Salvador, santo patrono de la isla, corona a la reina de las festividades, que este año es una linda joven llamada María Margarita “la Bella”. La llaman así no solo por lo que resulta evidente a los ojos, sino también para distinguirla de su hermana mayor, igualmente hermosa y con un nombre similar: Margarita Luisa, “la Grande”. 
Pero resulta que ninguna de las dos Margaritas tiene ganas de celebrar hoy. La Grande tiene el alma de luto; hace exactamente un año, el mar le quitó la vida a Ernesto López, el hombre con quien iba a casarse. Y la Bella está triste, porque ese mismo día debe despedirse para siempre de Mariano González, un modesto profesor que se ganó su corazón. La Grande corre hacia el mar buscando estar más cerca del hombre que tanto extraña. Y allí, el destino le depara la más extraordinaria de las sorpresas: el vaivén de las olas acerca el cuerpo de un náufrago hacia las orillas. La Grande se zambulle y lo saca del mar. Y así fue como Simón Vargas, conocido en la isla como “el Náufrago”, recupera el conocimiento en los brazos de una bella mujer que confunde con un ángel.
Una maravillosa y peculiar relación se desarrolla entre ellos a partir de entonces. La Grande siente que la profecía de su amiga y protectora, La Maga, se está cumpliendo: “cuando el mar arrebata un amor, siempre devuelve otro más grande y profundo”. Pero, ¿quién sabe si ese nuevo amor terminaría siendo destinado para su hermana, la Bella? Porque, inevitablemente, Margarita la Bella también cae bajo el hechizo de la sensualidad, ternura y alegría de vivir del Náufrago. Y eso marca el inicio de una encarnizada guerra por el amor del Náufrago entre las dos Margaritas – una guerra que se convertiría en leyenda en Calypso y en muchas otras islas del Caribe.

## Reparto
- Chiquinquirá Delgado - Margarita Luisa Volcán - La Grande
- Luis Fernández - Simón Vargas - El Náufrago Pérez
- Flor Núñez - Otilia Gades
- Alberto Alifa - Ernesto López Larazábal / Eduardo López Larazábal
- Karl Hoffman - Jacinto Lara
- Félix Loreto - Wenceslao Lugones
- Eileen Abad - Yolanda Pujol de Martínez
- Juan Manuel Laguardia - Francisco "el caco" Aguirre
- Marian Valero - Helena Mendoza
- Beatriz Vásquez - Manuela Rojo
- Marcos Moreno - Capitán Jacobo Carmona
- Zoe Bolívar - Dionisia
- Javier Paredes - Cabo Flores
- Rolando Padilla - Padre Braulio
- Iván Romero - Plinio
- Daniel García - Rafael Manrique
- Mirtha Pérez - "La Maga"
- José Oliva - Lorenzo Volcán
- Johanna Morales - María Margarita Volcán - La Bella
- Aileen Celeste - Clara Rosa
- Giovanni Reali - Pablo Gamboa
- Laura Altieri - Laura de Gamboa
- José Luis Zuleta - Canelón
- Ralph Kinnard - Klaus
- Aniuska López - Mileydis
- Ronny Martínez - Catire
- María Luisa Lamata - Tía Cecilia
- Arlette Torres - Conny
- Nadeschda Makagonow - Lolita
- Belkis Martinez

## Temas musicales
- El poder de tu amor (Tema principal, interpretado por Ricardo Montaner)
- Sirena (Tema de cierre, interpretado por Enrique Iglesias)